# Stefan Mohr
Stefan Mohr (* 22. Oktober 1967 in Frankfurt am Main) ist ein deutscher Schach-Großmeister.

## Werdegang
Mohr lernte das Schach als Elfjähriger beim Schachclub Erdmannhausen (Baden-Württemberg). 1982 wurde er in Fulda deutscher C-Jugendmeister (U15), 1984 in Krefeld deutscher B-Jugendmeister (U17). Nach seinen überlegenen Siegen bei internationalen Einzelturnieren in Budapest (Elekes Memorial) und Schöneck wurde ihm 1989 vom Weltschachverband FIDE der Titel eines Großmeisters verliehen.
In der deutschen Elo-Rangliste auf Platz vier emporgestiegen, wurde Mohr in das Nationalteam berufen. 1988 kam er beim Länderkampf zwischen der Bundesrepublik Deutschland und der DDR in Ost-Berlin zum Einsatz und erzielte zusammen mit Klaus Bischoff das beste Ergebnis der bundesdeutschen Spieler. In Haifa vertrat er 1989 bei der Mannschaftseuropameisterschaft die Farben der bundesdeutschen Mannschaft, die die Bronzemedaille gewann.
Nach Abschluss seines Volkswirtschaftsstudiums in Freiburg im Breisgau und Madison (Wisconsin) im Jahr 1995 zog sich Mohr vom Wettkampfschach zurück. Er lebt heute als leitender Bankangestellter in Frankfurt am Main.
Seine Elo-Zahl beträgt 2413 (Stand: Mai 2016), er wird jedoch als inaktiv geführt, da er seit der Saison 2004 der Schweizer Nationalliga A keine gewertete Partie mehr gespielt hat. Seine höchste Elo-Zahl von 2530 erreichte er im Januar 1989.

## Vereine
Von 1987 bis 1990 und erneut in der Saison 1992/93 war Mohr für den VfL Sindelfingen in der deutschen Schachbundesliga aktiv, von 1990 bis 1992 spielte er für die Schachgesellschaft Solingen, mit der er auch 1992 das Halbfinale im European Club Cup erreichte, in der Saison 1994/95 für den PSV Duisburg, mit dem er auch am European Club Cup 1994 teilnahm und in der Saison 1995/96 für den SK Zähringen 1921. 
In der österreichischen Staatsliga A spielte er in der Saison 1997/98 für den SK Hohenems, in der Schweizer Nationalliga A spielte er in den Saisons 2000 und 2004 für Rössli Reinach.